# Het verhaal van de prins en de ghoela
Het verhaal van de prins en de ghoela is een verhaal tweemaal binnen het grotere kaderverhaal uit de verhalencyclus Duizend-en-een-nacht.

## Verhaal
Er was eens een koning die een zoon had die verzot was op jagen. Op een dag dwaalt de koningszoon op aanraden van zijn vizier af van zijn jachtgezelschap. Hij komt een meisje langs dat zegt een Indische prinses te zijn. Als zij haar behoefte gaat doen, ziet hij dat ze in een ghoela was veranderd, die haar kinderen een lekker hapje beloofd in de vorm van een jonge prins. Zich op God beroepend weet de prins zich het leven te redden. De vizier wordt terechtgesteld.

## Plaatsing binnen de verhalencyclus
Het verhaal van de Prins en de Ghoela is een subverhaal dat verteld wordt binnen Het verhaal van koning Joenaan en de geleerde Doebaan, dat op zijn beurt binnen het grotere Het verhaal van de visser en de djinn staat, en dat dat zelf weer binnen het kaderverhaal (Het verhaal van Sjahriaar en zijn broer) uit de verhalencyclus Duizend-en-een-nacht wordt verteld. De vizier vertelt dit verhaal aan de koning om aan te tonen dat hij wel gek zou zijn om hem vals advies te geven. Dat zou hem de kop kosten.
Zie ook: De verhalenstructuur van Duizend-en-een-nacht.

## Referentie
De voor deze samenvatting gebruikte vertaling en citaten is die van Richard van Leeuwen op basis van de Mahdi-tekst, en houdt de volgorde van de Boelaak-tekst aan.